# Pseudacteon crinifer
Pseudacteon crinifer är en tvåvingeart som beskrevs av Rudolf Beyer 1966. Pseudacteon crinifer ingår i släktet Pseudacteon och familjen puckelflugor. Inga underarter finns listade i Catalogue of Life.